# Liodrosophila angulata
Liodrosophila angulata är en tvåvingeart som beskrevs av Dwivedi och Gupta 1979. Liodrosophila angulata ingår i släktet Liodrosophila och familjen daggflugor. Inga underarter finns listade i Catalogue of Life.